# Eubelum tomentosum
Eubelum tomentosum är en kräftdjursart som beskrevs av Franco Ferrara och Helmut Schmalfuss 1985. Eubelum tomentosum ingår i släktet Eubelum och familjen Eubelidae. Inga underarter finns listade i Catalogue of Life.